# Plaza de España (Siviglia)
La Plaza de España di Siviglia è una piazza, costruita seguendo lo stile dell'architettura regionalista, situata all'interno del Parco di María Luisa, la cui entrata è vicino alla rotonda del Cid Campeador, esattamente di fronte all'antica Reale Fabbrica di Tabacco. 

## Storia

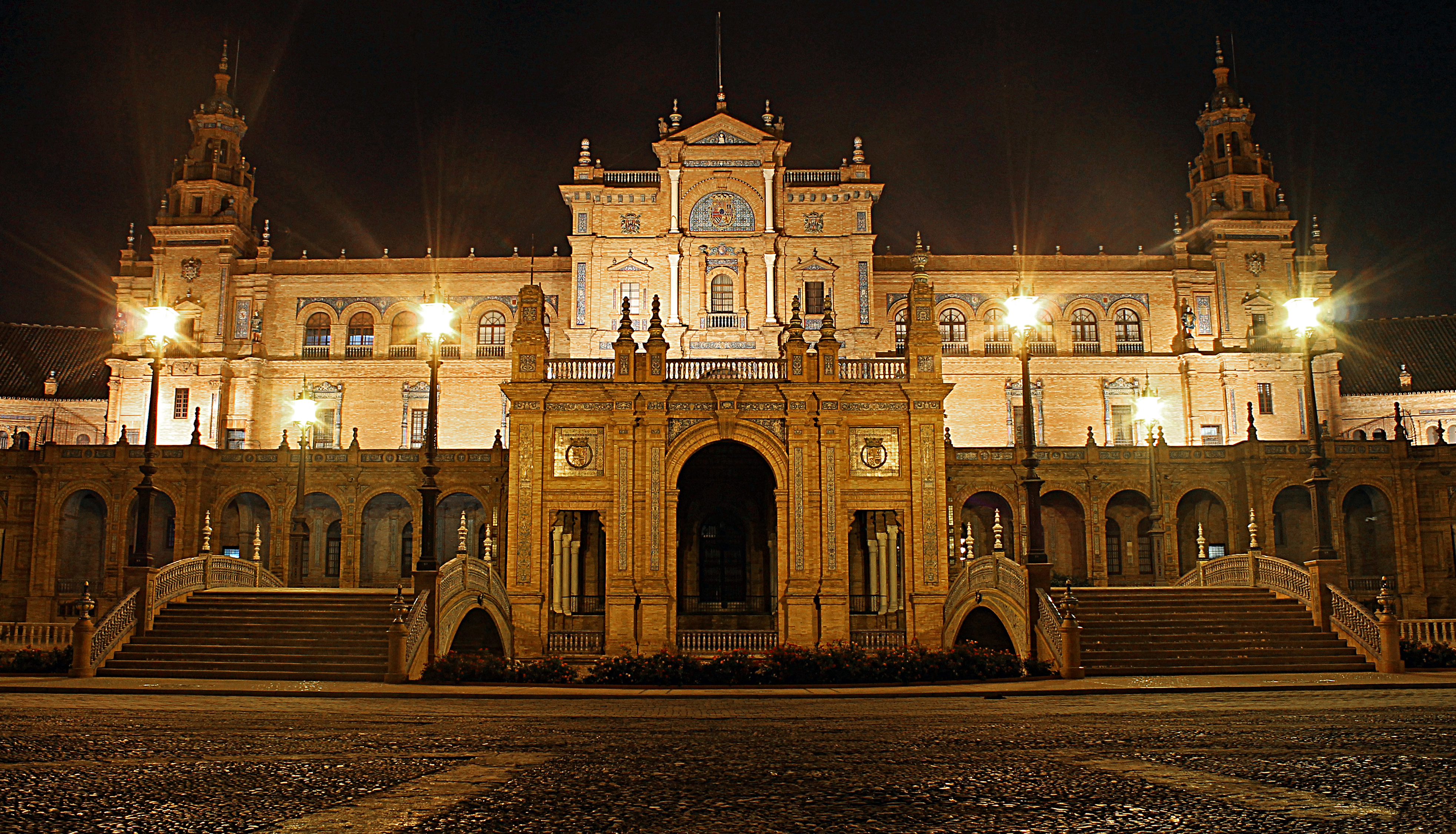
Vista notturna

La progettazione della piazza venne affidata all'architetto Annibale González, che fu anche direttore dell'Esposizione iberoamericana di Siviglia del 1929. Durante la sua costruzione arrivarono a lavorare contemporaneamente più di mille operai.
La superficie totale della piazza è di 50.000 metri quadrati, 19.000 dei quali sono edificati mentre i restanti 31.000 sono area libera. Il canale si sviluppa per una lunghezza di 515 metri. La costruzione dell'opera iniziò nel 1914 e fu terminata nel 1928 sotto la direzione dell'architetto Vicente Traver che subentrò nel 1926 ad Annibale Gonzalez dopo le sue dimissioni.

## Descrizione

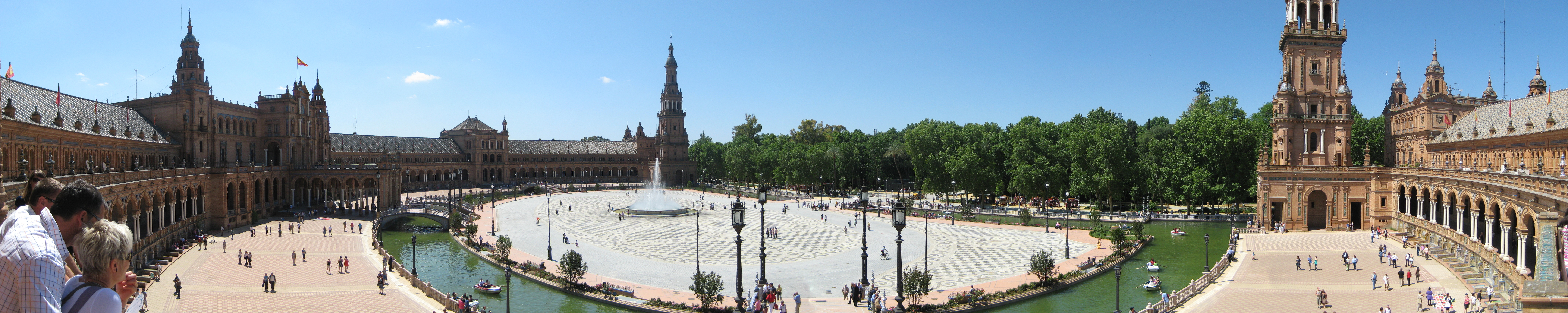
Vista panoramica di Plaza de España

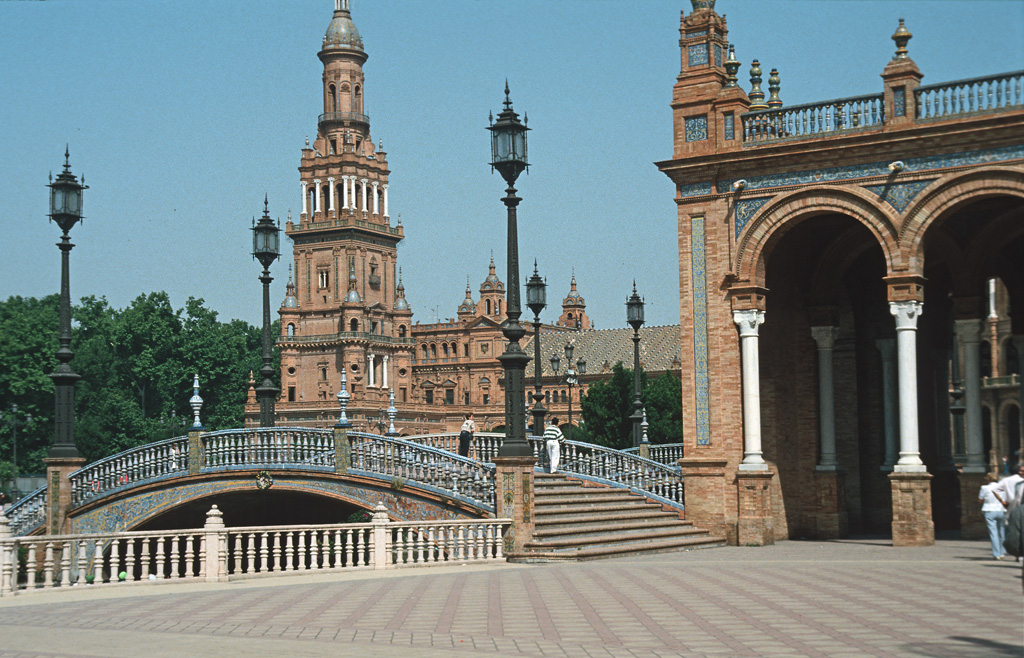
Vista della Torre Nord

La piazza è a forma semicircolare (ben 170 metri di diametro) e rappresenta l'abbraccio della Spagna e delle sue antiche colonie; guarda verso il fiume Guadalquivir e simboleggia la strada da seguire per l'America. La piazza è decorata in mattoni a vista, marmo e ceramica, che danno un tocco rinascimentale e barocco alle sue due torri, Nord e Sud. Fu l'opera più costosa dell'esposizione e l'unico elemento estraneo al progetto originale è la fontana centrale (sempre opera di Vicente Traver), subito molto criticata perché a detta di molti rompeva la sensazione di vuoto della piazza.

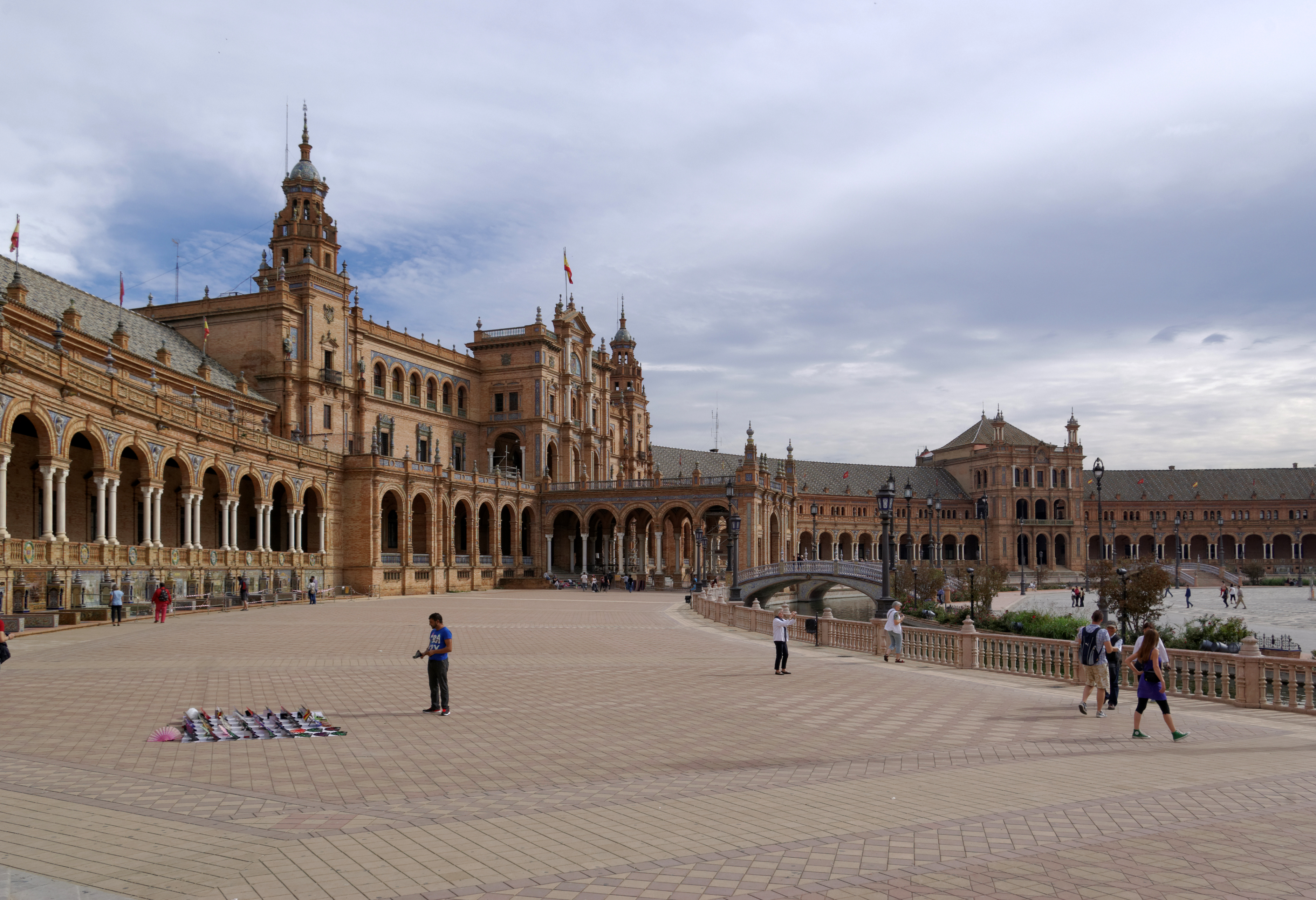
Vista parziale

Il canale che attraversa la piazza è scavalcato da quattro ponti che rappresentano i quattro antichi regni di Spagna. Appoggiata alle pareti si trova una serie di panche e di ornamenti in ceramica che formano degli spazi che alludono alle quarantotto province spagnole (sono collocate in ordine alfabetico); su di esse sono rappresentate delle mappe, dei mosaici raffiguranti eventi storici e gli stemmi di 48 capoluoghi di provincia (tranne Siviglia, le città africane di Ceuta e Melilla, e le provincie delle Canarie qui considerato come intero arcipelago).
Altri importanti dettagli dell'opera sono i suoi molteplici bassorilievi realizzati tutti dallo scultore Pedro Navia:
- sei finestre rinascimentali;
- lo Stemma di Siviglia che decora la porta di Navarra e di Aragona;
- le 24 aquile imperiali dello scudo di sua maestà Carlo V;
- i 48 Medaglioni con i busti di illustri spagnoli che compaiono sopra ogni arco;
- i quattro araldi di tre metri che fiancheggiano le due torri che inquadrano il palazzo situato nel passaggio superiore.

Alla fine dell'esposizione la piazza era destinata a far parte dell'Università di Siviglia, ma dopo poco passò sotto la proprietà del governo militare diventando sede della Capitaneria Generale di Siviglia. Anni dopo ospitò la delegazione del Governo Centrale in Andalusia, e allo stesso tempo il Museo Militare di Siviglia.
La piazza è stata scelta come scenario per alcuni famosi film e serie tv:
- Lawrence d'Arabia
- Star Wars: Episodio II - L'attacco dei cloni
- Il vento e il leone
- Il dittatore
- Pane, amore e Andalusia
- Violetta

## Galleria d'immagini

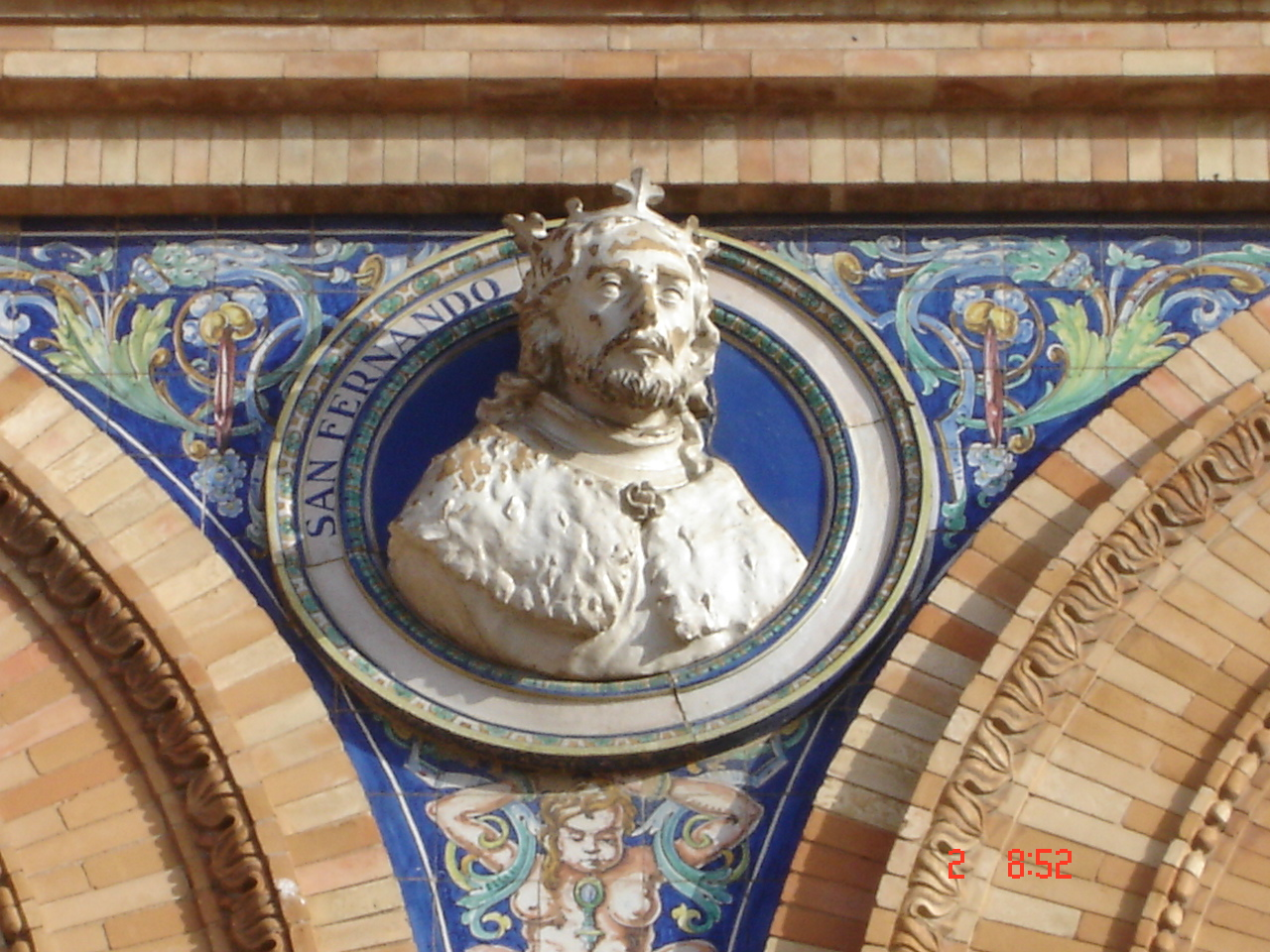
Medaglione raffigurante San Fernando
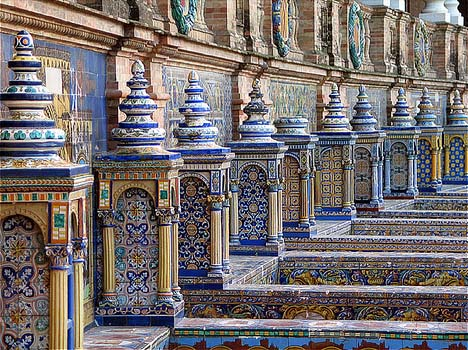
Dettaglio delle panche
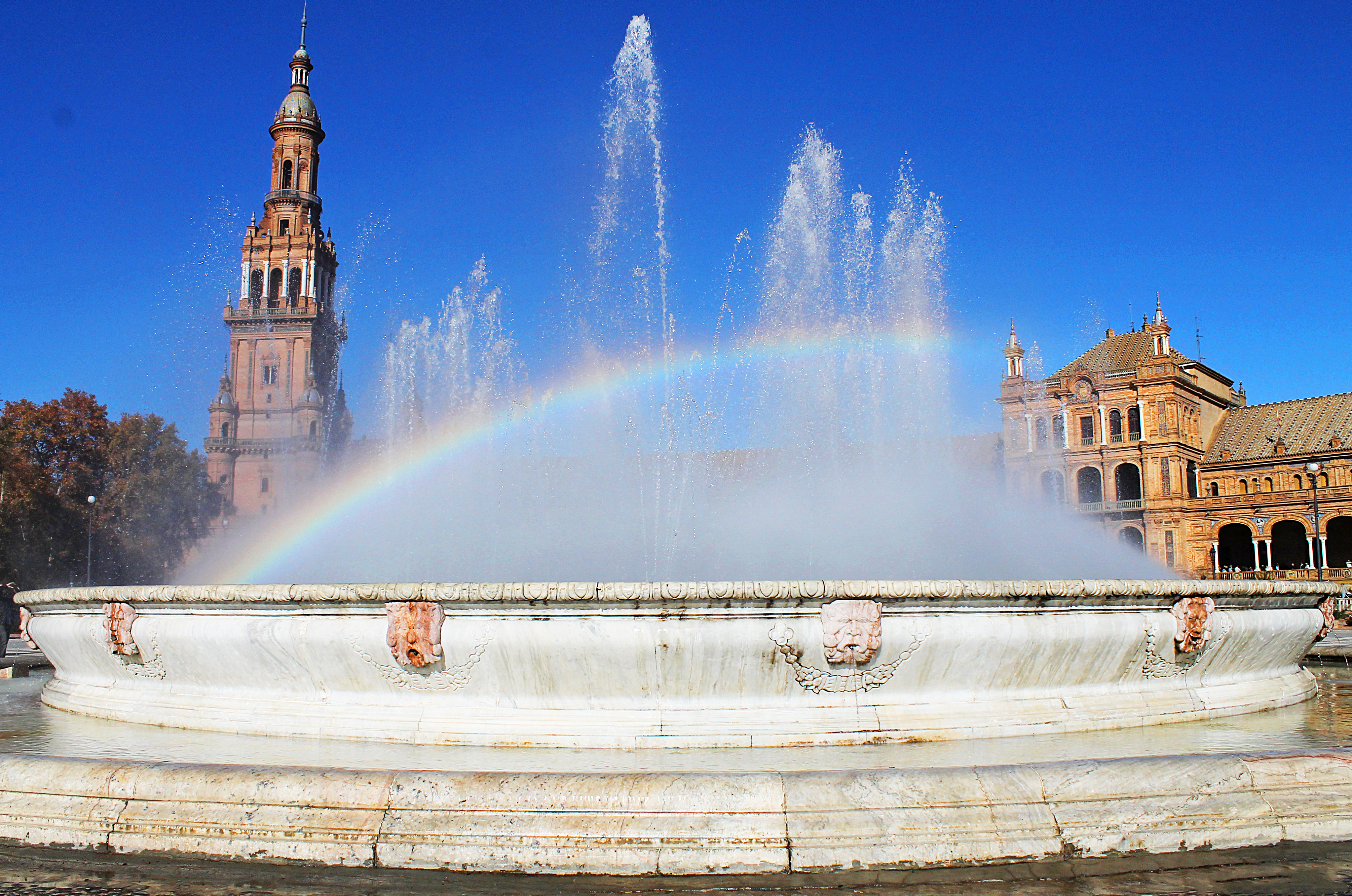
Fontana
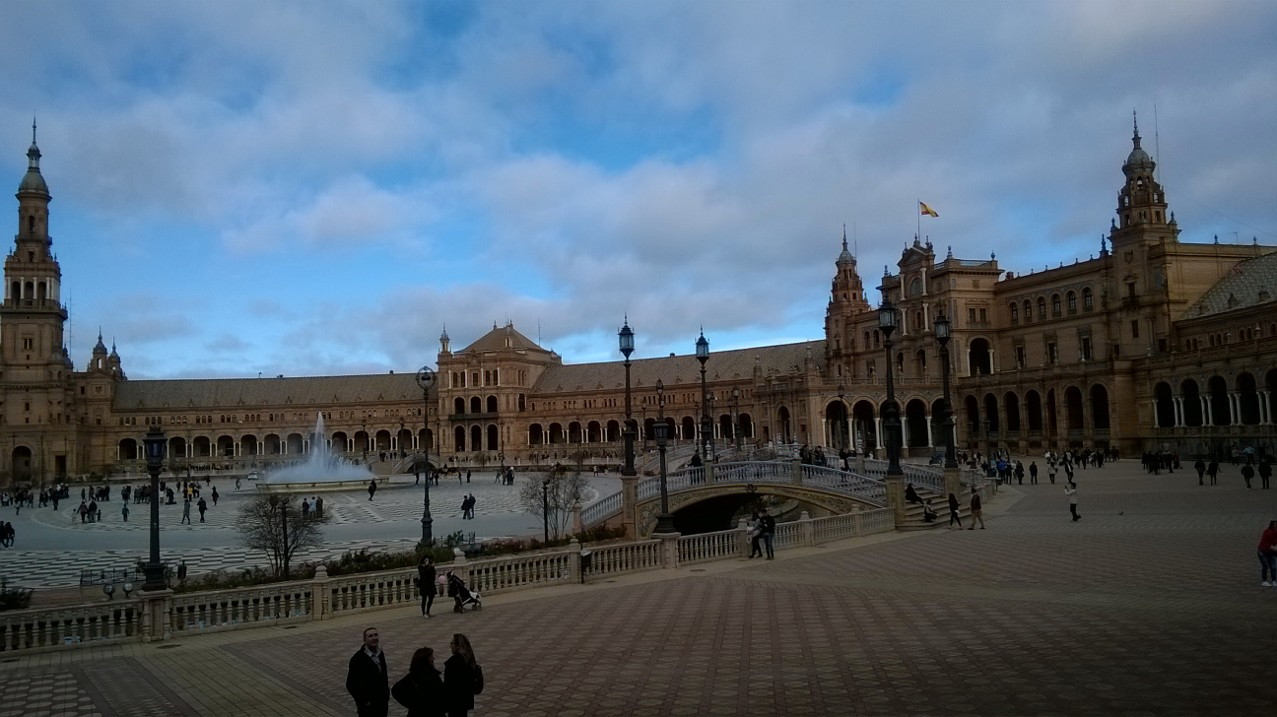
Vista parziale